# Бридж (музика)

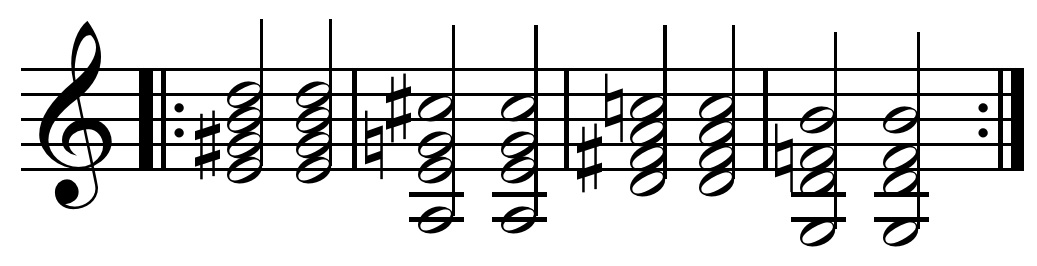
Акордова послідовність III7-VI7-II7-V7 (в даному випадку представлена в до-мажорі: E7-A7-D7-G7) часто служить гармонійним фоном для бриджу в джазових стандартах.

Бридж (з англ — «міст»; також середня восьмитактова секція, ріліс, ченнел) — розділ музичного твору, який контрастує за своїм змістом сусіднім розділам і готує перехід (або повернення) до основної музичної теми. В українській мові термін є відносно свіжим запозиченням з англійської мови та застосовується майже виключно для опису структури популярних і рокових пісень або ж джазових творів. 

## Походження терміна
Англійський музичний термін bridge (міст) є перекладом німецького слова Steg, яке використовували мейстерзанги XV–XVIII століть для позначення перехідного фрагмента в середньовічній музичній бар-формі. Німецький термін став широко відомий 1920-х років завдяки німецькому музикознавцю Альфреду Лоренцу, який досліджував адаптації бар-форми в творах Ріхарда Вагнера. У перекладеному вигляді термін увійшов в англійську мову 1930-х років під впливом композиторів, які емігрували з Німеччини в США.

## Бридж у популярній музиці
Основна функція бриджу — тимчасово відвернути слухача від основної теми і зробити її повторне звучання (що нерідко збігається з кульмінацією всього твору) більш ефектним. У зв'язку з цим музична тема бриджу зазвичай помітно відрізняється від основних тем як гармонійно, так і мелодично; нерідко також змінюється ритм і темп. Текст, який співають під час бриджу, теж зазвичай контрастує зі змістом основних частин пісні; нерідко в тексті бриджу звучать відсилання до слів, які вже звучали. 
У простій 32-тактовій формі бридж є третім фрагментом (частина B при загальній структурі AABA); у складній 32-тактовій формі він контрастує до всієї секції AABA. У куплетній формі бридж використовують вільніше і він може бути дуже коротким, слугуючи свого роду «паузою-розрядкою» перед черговим повторенням куплета і приспіву (ABABCAB, тут A позначає куплет, B — приспів, C — бридж). 
В окремих випадках термін «бридж» можуть використовувати для позначення невеликого фрагмента між куплетом і приспівом, хоча точнішим терміном для цього поняття є прехорус, або передприспів. 
Наявність бриджу в структурі сучасних (починаючи з середини XX століття) популярних пісень настільки поширене, що в окремих піснях навіть звучать жартівливі натяки і згадки про бриджі: так, наприклад, в пісні «The Crunge» (написаної без використання бриджу) з альбому Houses of the Holy гурту Led Zeppelin в кінці звучать жартівливі питання, чи не бачив хто-небудь «цей чортовий бридж». 
Незважаючи на те, що бридж виконує, по суті, «допоміжну» функцію, нерідко його музичні теми самі по собі є примітними і такими, що запам'ятовуються. 

## Бридж у класичній музиці
Враховуючи, що в українській мові термін «бридж» є досить свіжим запозиченням, у вітчизняному музикознавстві його не застосовують до класичної музики. Однак можна згадати про два поняття, схожих із бриджем по суті: 
1. У творах, які використовують сонатную форму, поняттю бридж близьке (але не ідентичне) поняття сполучна партія[3]. Основна функція сполучної партії в класичній музиці — пом'якшити перехід від основної теми до побічної (які, як правило, використовують різні тональності). У деяких музичних творах (наприклад, у дев'ятій симфонії Дворжака або в сімфоніі d-moll Сезара Франка) сполучна партія отримує значний розвиток і стає немов третім суб'єктом сонатної форми.
2. Термін bridge іноді використовують в англомовній літературі при описі структури фуги: так називають необов'язковий короткий фрагмент між першою відповіддю (відповіддю називають проведення головної теми в іншій тональності) і початком другого проведення головної теми; функція бриджу в цьому випадку полягає у поверненні в початкову тональність[7]. Для позначення цього поняття вживають терміни зв'язка (англ. link) або кодета (англ. codetta)[8][9][10].